# Pienza
Pienza è un comune italiano di 1 930 abitanti della provincia di Siena in Toscana situato in Val d'Orcia.
Il suo centro storico è stato dichiarato dall'UNESCO patrimonio dell'umanità nel 1996.

## Geografia fisica

### Territorio
- Classificazione sismica: zona 3 (sismicità bassa), ordinanza PCM 3274 del 20/03/2003
- Classificazione climatica: zona E, 2113 GR/G
- Diffusività atmosferica: alta, Ibimet CNR 2002

### Clima
Il clima della Val d'Orcia e di Pienza presenta moderate caratteristiche continentali, più accentuate nelle vallate per il frequente fenomeno dell'inversione termica. Le estati sono calde e secche, mentre gli inverni sono moderatamente rigidi. Le precipitazioni, piuttosto irregolari, risultano contenute grazie alla collocazione della zona sottovento rispetto al Monte Amiata che blocca o attenua i venti umidi sud-occidentali.
Nella tabella relativa ai dati della stazione meteorologica di Pienza sono riportati i valori medi che si registrano presso Pienza e che possono essere considerati attendibili per gran parte della Val d'Orcia.

## Storia
Nel territorio è attestato un insediamento neolitico, riferibile alla cultura della ceramica cardiale e alla cultura della ceramica lineare e che, sulla base dei reperti ivi rinvenuti, sia stato frequentato per un periodo che va dal VI al IV millennio a.C.
Il paese fino al 1462 altro non era che un piccolo borgo di nome Corsignano. L'evento che ne cambiò le sorti fu la nascita nel 1405 di Enea Silvio Piccolomini che cinquantatré anni dopo divenne papa Pio II. Durante un viaggio verso Mantova il pontefice si trovò ad attraversare il luogo natio e lo stato di degrado in cui lo trovò lo spinse a decidere la costruzione di una nuova città ideale sopra l'antico borgo, affidandone il progetto di rinnovamento all'architetto Bernardo Rossellino: i lavori durarono circa quattro anni e portarono alla realizzazione di una cittadina armoniosa e con forme tipicamente quattrocentesche. La morte prematura di papa Pio II chiuse anche la storia della nuova città a lui intitolata - Pienza significa infatti "città di Pio" - che da allora ha subito limitate modifiche. Per la bellezza del suo centro storico rinascimentale nel 1996 Pienza è entrata a far parte dei patrimoni naturali, artistici, culturali dell'UNESCO, seguita poi nel 2004 dalla Val d'Orcia.

### Storia naturale
Nel 2003, nella riserva naturale di Lucciola Bella, sono riemersi i resti fossili di un Etruridelphis giulii (mammifero marino simile a un delfino) vissuto oltre 4,5 milioni di anni fa. Il fossile è stato considerato dagli studiosi di grande valore scientifico, perché si tratta del reperto più completo della specie.

### Simboli
Lo stemma della città di Pienza è stato concesso con decreto del presidente della Repubblica dell'11 maggio 2004.
Il leone coronato deriva probabilmente dallo stemma del Popolo di Siena, attuale emblema della Provincia. La luna nel capo viene dal blasone dei Piccolomini che era: d'argento, alla croce d'azzurro, caricata di cinque lune montanti d'oro.
Il gonfalone è un drappo di rosso.

### Onorificenze
Pienza è tra le città decorate al valor militare per la guerra di liberazione, insignita della medaglia d'argento al valor militare per i sacrifici delle sue popolazioni e per l'attività nella lotta partigiana durante la seconda guerra mondiale:

## Monumenti e luoghi d'interesse
Gran parte del rilevante patrimonio storico-artistico di Pienza si concentra nella suggestiva piazza dedicata al pontefice Pio II, personalità che tanto ha dato alla cittadina, cercando di farne la sua "città ideale" del Rinascimento. I suoi progetti, affidati a Bernardo Rossellino, vennero completati solo parzialmente, ma restano tutt'oggi uno degli esempi più significativi di progettazione urbanistica razionale del Rinascimento italiano.
Isolata e ben visibile è subito la rinascimentale cattedrale; di fronte, il Palazzo Comunale e accanto Palazzo Borgia e Palazzo Piccolomini. 
Il Romitorio è un complesso di locali scavati nell'arenaria da monaci eremiti e si trova nei pressi di Pienza. In una grotta vi è la scultura di una Madonna con sei dita, legata a un miracolo di san Giovanni Damasceno testimonia i rapporti dei monaci con il cristianesimo orientale.

### Architetture religiose
- Duomo di Pienza
- Chiesa di San Francesco
- Monastero di Sant'Anna in Camprena

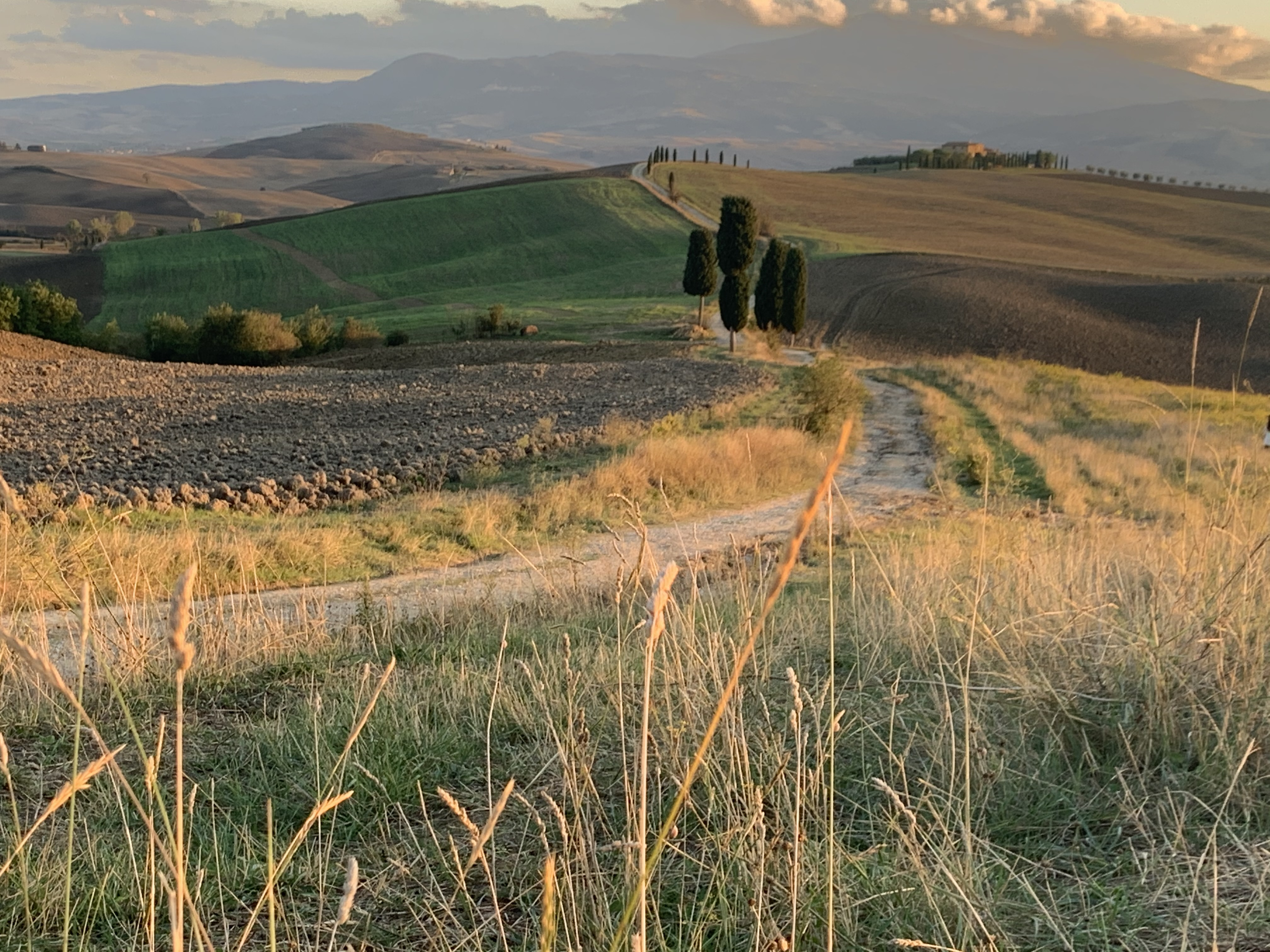
I famosi Campi Elisi nel film Il Gladiatore

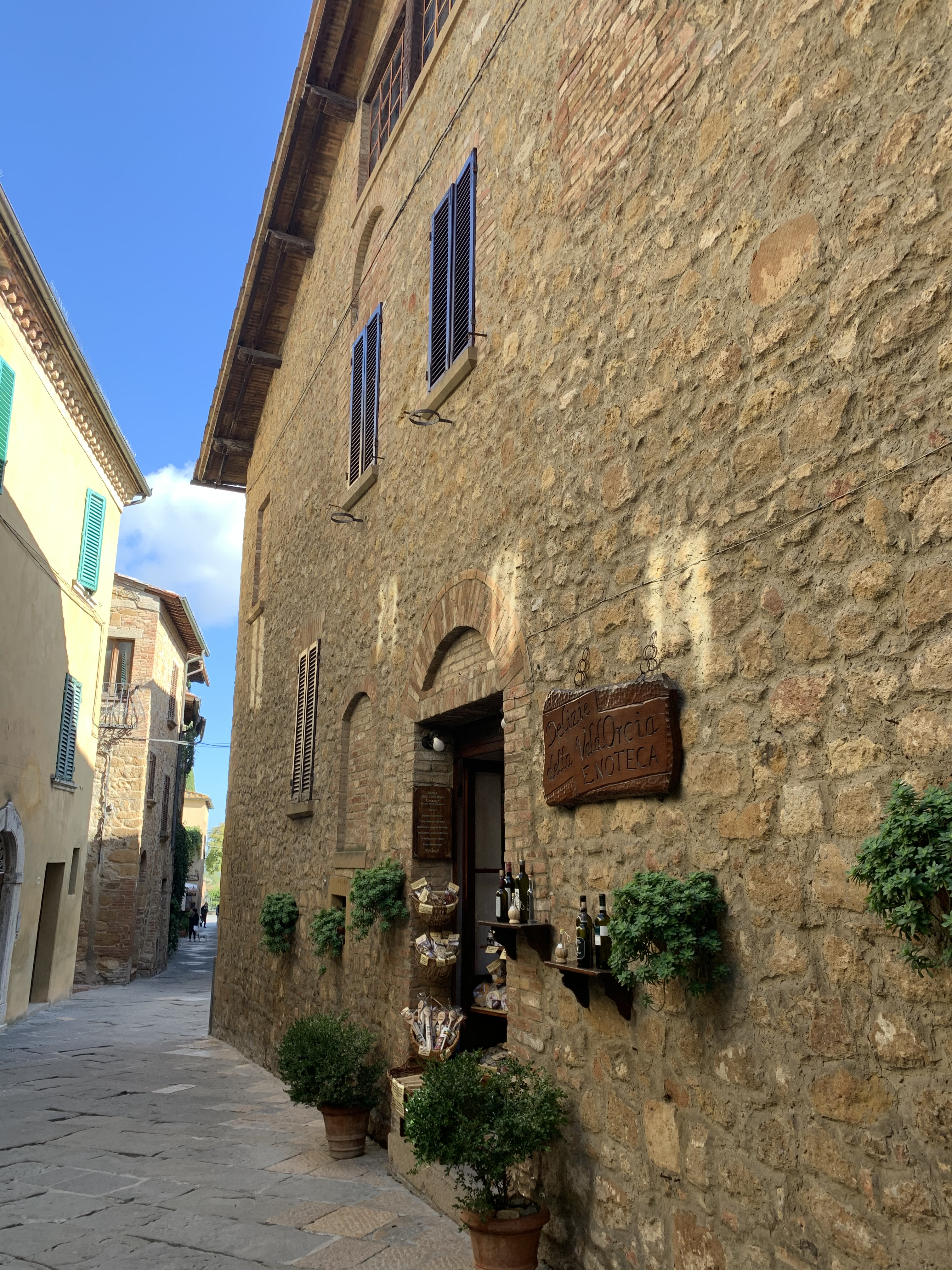
Scorcio del centro storico

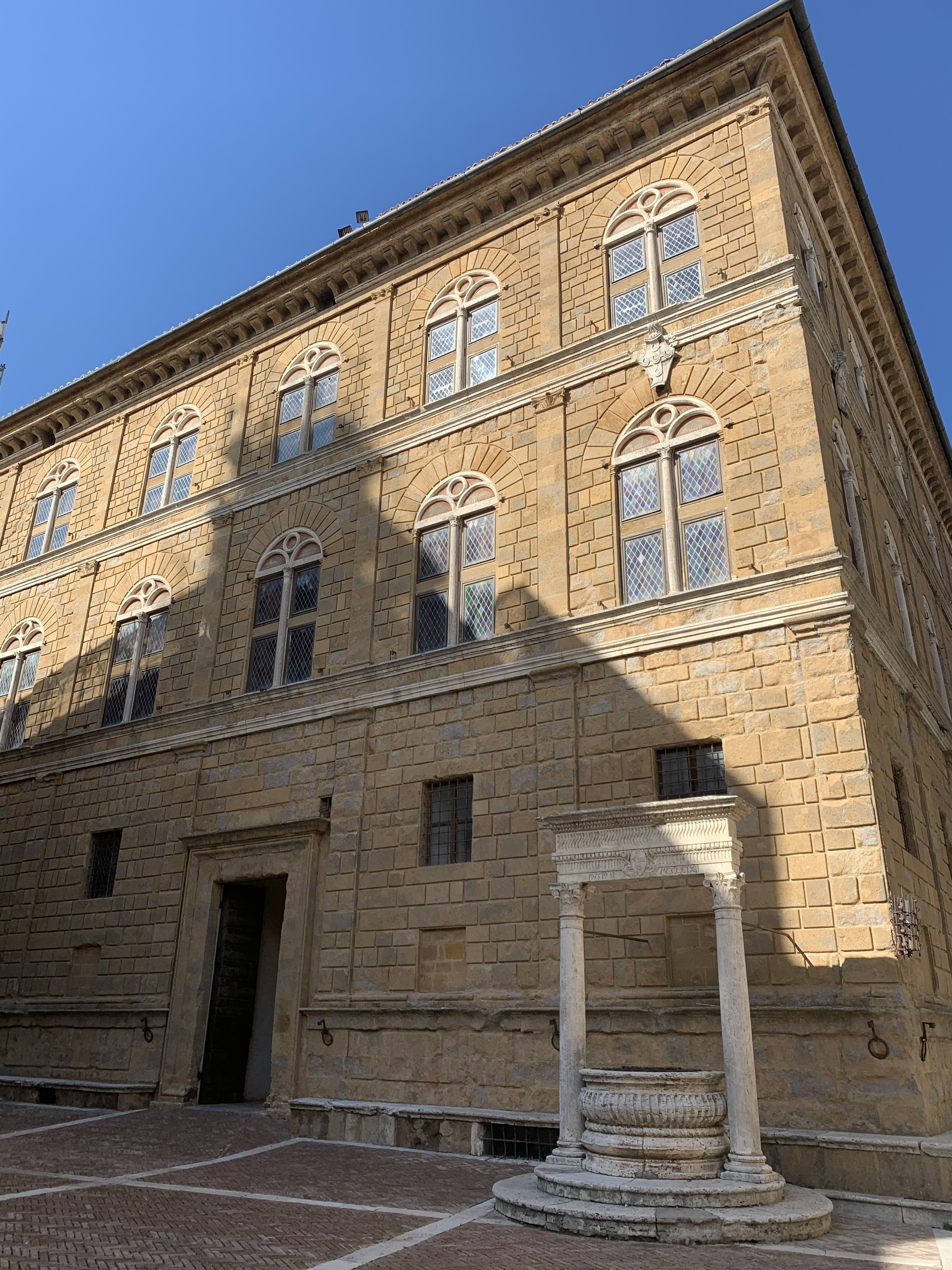
Il pozzo posto davanti a Palazzo Piccolomini

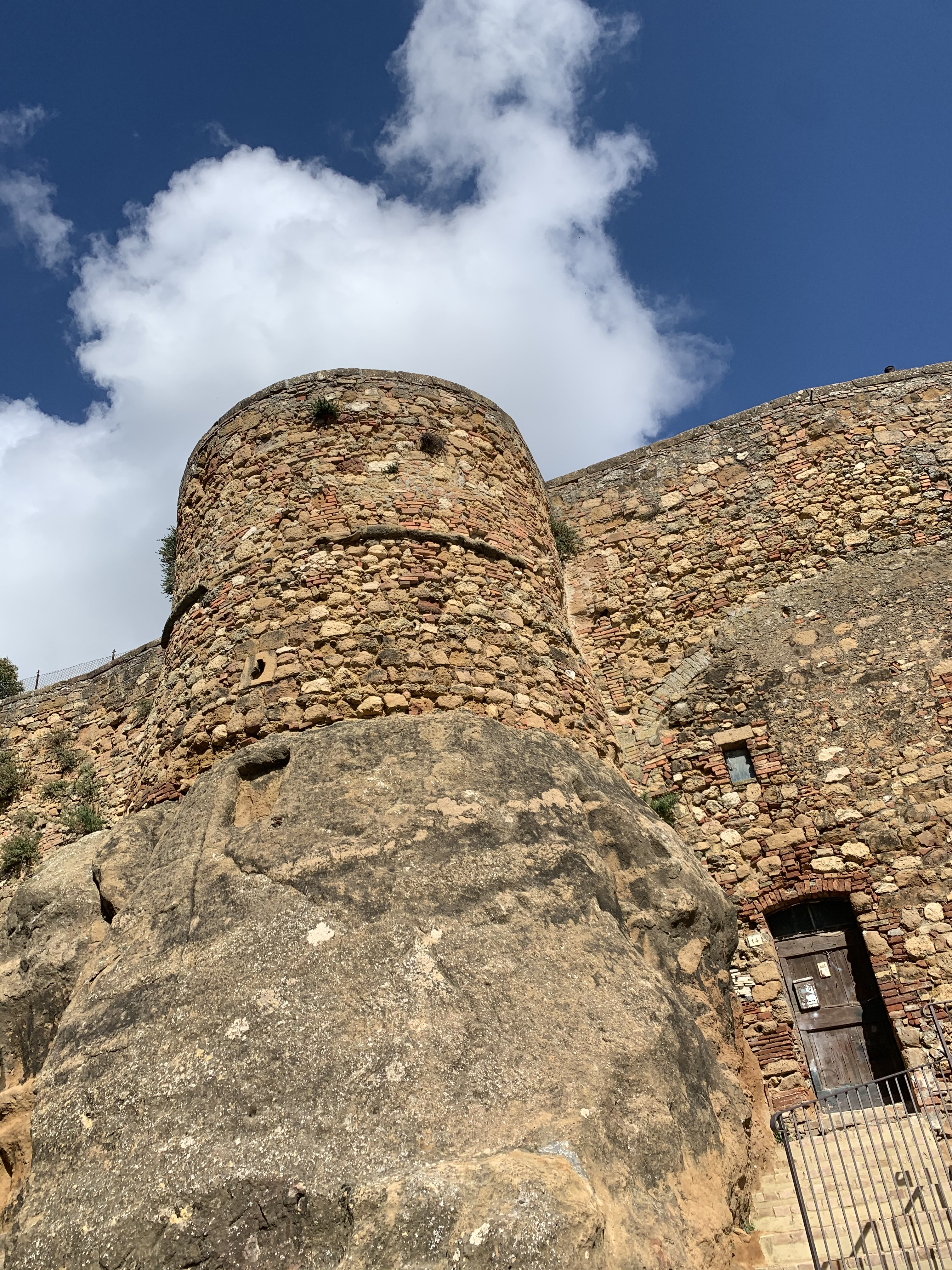
Dettaglio delle mura

- Chiesa di San Bernardino a Castelluccio di Pienza
- Pieve dei Santi Leonardo e Cristoforo a Monticchiello
- Pieve di Santa Maria dello Spino a Monticchiello
- Cappella di San Regolo (Palazzo Massaini)
- Chiesa della Misericordia
- Chiesa di San Giovanni
- Chiesa di Santa Caterina
- Pieve dei Santi Vito e Modesto a Corsignano
- Romitorio
- Abbazia di San Pietro in Campo
- Pieve di Santa Maria a Cosona
- Cappella del castello di Cosona
- Chiesa di San Niccolò a Spedaletto
- Cappella del Borghetto
- Cappella di Palazzone

### Architetture civili
- Palazzo Piccolomini
- Palazzo Comunale
- Palazzo Borgia, sede del Museo Diocesano
- Conservatorio di San Carlo
- Palazzo Gonzaga Simonelli
- Palazzo Pincelli
- Villa Benocci
- Villa Fregoli
- Villa del Borghetto
- Palazzo Massaini

### Architetture militari
- Mura di Pienza
- Castello di Spedaletto
- Castello di Cosona
- Castelluccio Bifolchi
- Torre di Palazzone
- Torre Tarugi
- Torre del Cassero a Monticchiello.

### Aree naturali
- Riserva naturale Lucciola Bella
- Quercia delle Checche

## Società

### Evoluzione demografica
Abitanti censiti

### Etnie e minoranze straniere
Secondo i dati ISTAT al 31 dicembre 2010 la popolazione straniera residente era di 152 persone. Le nazionalità maggiormente rappresentate in base alla loro percentuale sul totale della popolazione residente erano:
- Romania 57 2,61%

### Tradizioni e folclore
Dal 1960 nella prima settimana di settembre si svolge nella piazza principale il Palio del cacio al fuso. Nel centro della piazza viene posizionato un fuso, e a partire da esso vengono tracciate delle circonferenze concentriche, di raggio sempre maggiore e punteggio inferiore. Le squadre sono sei; ciascuna squadra ha sei componenti ed eventuali riserve. I concorrenti fanno rotolare una forma di cacio sul pavimento lastricato della piazza cercando di avvicinarla il più possibile al fuso. Ogni componente ha tre tiri a disposizione, la squadra che ottiene il punteggio più alto si aggiudica il Palio disegnato da artisti locali.

## Geografia antropica
Il territorio comunale di Pienza è composto, oltre al capoluogo, dalla frazione di Monticchiello, unico centro abitato con lo status di frazione del comune. Altre località minori sono Camprena, Castelluccio, Cosona, Palazzo Massaini e Spedaletto.

## Economia

### Artigianato
Per quanto riguarda l'artigianato, sono ancora attive, diffuse e rinomate le lavorazioni della terracotta e del ferro battuto.

### Industria
Particolarmente rinomato nel settore alimentare è il Pecorino di Pienza stagionato in barriques certificato PAT.

## Amministrazione

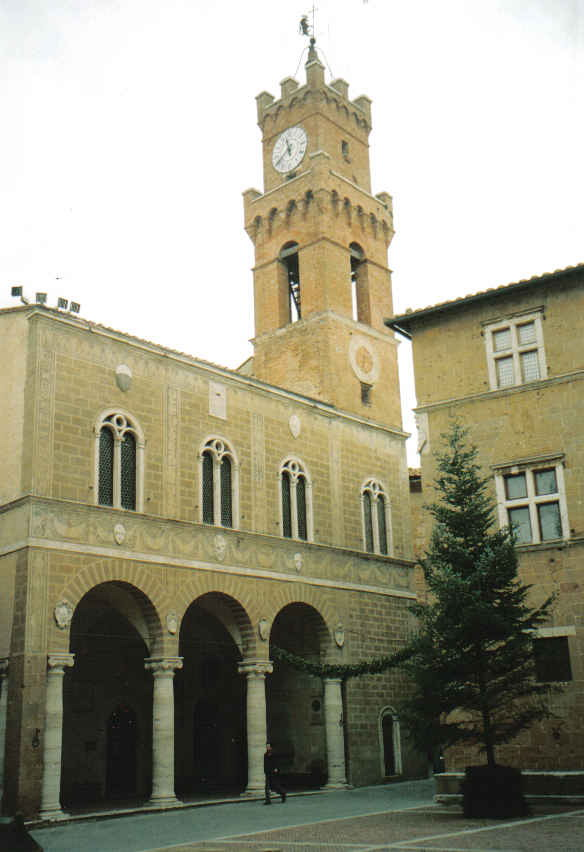
Altra veduta del Palazzo del Comune

Di seguito è presentata una tabella relativa alle amministrazioni che si sono succedute in questo comune.
| Periodo        | Periodo        | Primo cittadino    | Partito                                                        | Carica  | Note   |
| -------------- | -------------- | ------------------ | -------------------------------------------------------------- | ------- | ------ |
| 9 luglio 1985  | 27 maggio 1990 | Vera Petreni       | Partito Comunista Italiano                                     | Sindaco | [ 18 ] |
| 27 maggio 1990 | 24 aprile 1995 | Sauro Machetti     | Partito Comunista Italiano, Partito Democratico della Sinistra | Sindaco | [ 18 ] |
| 24 aprile 1995 | 14 giugno 1999 | Sauro Machetti     | lista civica                                                   | Sindaco | [ 18 ] |
| 14 giugno 1999 | 14 giugno 2004 | Marco Del Ciondolo | centro-sinistra                                                | Sindaco | [ 18 ] |
| 14 giugno 2004 | 8 giugno 2009  | Marco Del Ciondolo | centro-sinistra                                                | Sindaco | [ 18 ] |
| 8 giugno 2009  | 26 maggio 2014 | Fabrizio Fè        | lista civica La piazza                                         | Sindaco | [ 18 ] |
| 26 maggio 2014 | 27 maggio 2019 | Fabrizio Fè        | lista civica La piazza                                         | Sindaco | [ 18 ] |
| 27 maggio 2019 | 8 giugno 2024  | Manolo Garosi      | lista civica La piazza                                         | Sindaco | [ 18 ] |
| 8 giugno 2024  | in carica      | Manolo Garosi      | lista civica La piazza                                         | Sindaco | [ 18 ] |

## Sport

### Calcio
La principale squadra di calcio della città è la Società Polisportiva Dilettantistica Pienza 1969 che milita nel girone C di Promozione Toscana. È nata nel 1969.